# Nic Andrews

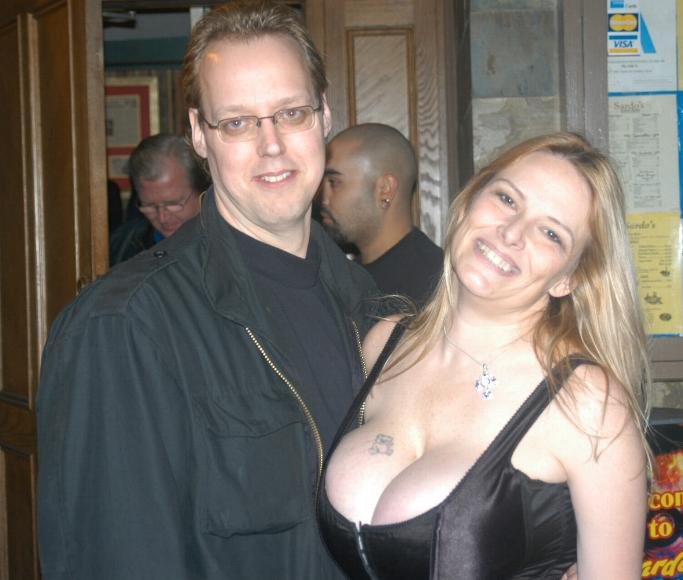
Nic Andrews com Lynn LeMay

Nic Andrews é um diretor de filme pornográfico norte-americano. Iniciou sua carreira na indústria de filmes adultos em 1999.

## Prêmios
- 2001 AVN Award – Melhor diretor (Vídeo) – Dark Angels[2]
- 2011 XBIZ Award – Roteiro do ano – Rawhide 2: Dirty Deeds[3]